# Live Skull
Live Skull est un groupe de rock expérimental américain, originaire de New York. Formé en 1982, il s'est séparé en 1990, pour revenir en 2016. Durant ses sept années d'activité le groupe a publié quatre albums studio, trois EP et un enregistrement en public au CBGB.

## Biographie

### Première phase
Le groupe est formé à New York en 1982 par Mark C. et Tom Paine. Il publie un premier EP en 1984, suivi la même année par son premier album Bringing Home the Bait. L'album Cloud One est publié en 1986.
En 1987, l'album Dusted est publié ; Thalia Zedek rejoint le groupe comme chanteuse. Le groupe signe au label Caroline Records, qui sort l'EP Snuffer en 1988. Greenholz quitte ensuite le groupe et est remplacé par Sonda Andersson, ancien membre de Rat at Rat R, et cousin du compositeur avant-gardiste Glenn Branca. 1989 voit la publication du dernier album du groupe, Positraction, qui est plus accessible et continue à recevoir de bonnes critiques, et à l'enregistrement d'une Peel Session. Le groupe se sépare en 1990 à cause du manque de succès, et Paine décide de changer de carrière.

### Seconde phase
En 2013, le premier EP et le premier album du groupe sont réédités par le label français Desire Records.
Le 16 janvier 2016, Mark C., Jaffe et Hutchins se réunissent sous le nom Live Skull pour jouer de nouveaux morceaux au B.C. Studio de Martin Bisi. Ils participent d'ailleurs à la compilation BC35 sortie début 2018. La même année, les membres originaux du groupe jouent live sous le nom de New Old Skull.

## Discographie

### Albums studio
- 1985 : Bringing Home the Bait (Homestead Records)
- 1986 : Cloud One (Homestead Records)
- 1987 : Dusted (Homestead Records)
- 1989 : Positraction (Caroline Records/What Goes On Records)

### EP
- 1984 : Live Skull (Massive Records)
- 1986 : Pusherman (Homestead Records)
- 1988 : Snuffer (Caroline Records/What Goes On Records)

### Album live
- 1987 : Don't Get Any on You (Homestead Records)